# ごどうふ
ごどうふ（呉豆腐）とは豆腐の一種である。佐賀県、長崎県に分布する郷土食で、佐賀県有田町のものが有名である。

## 概要

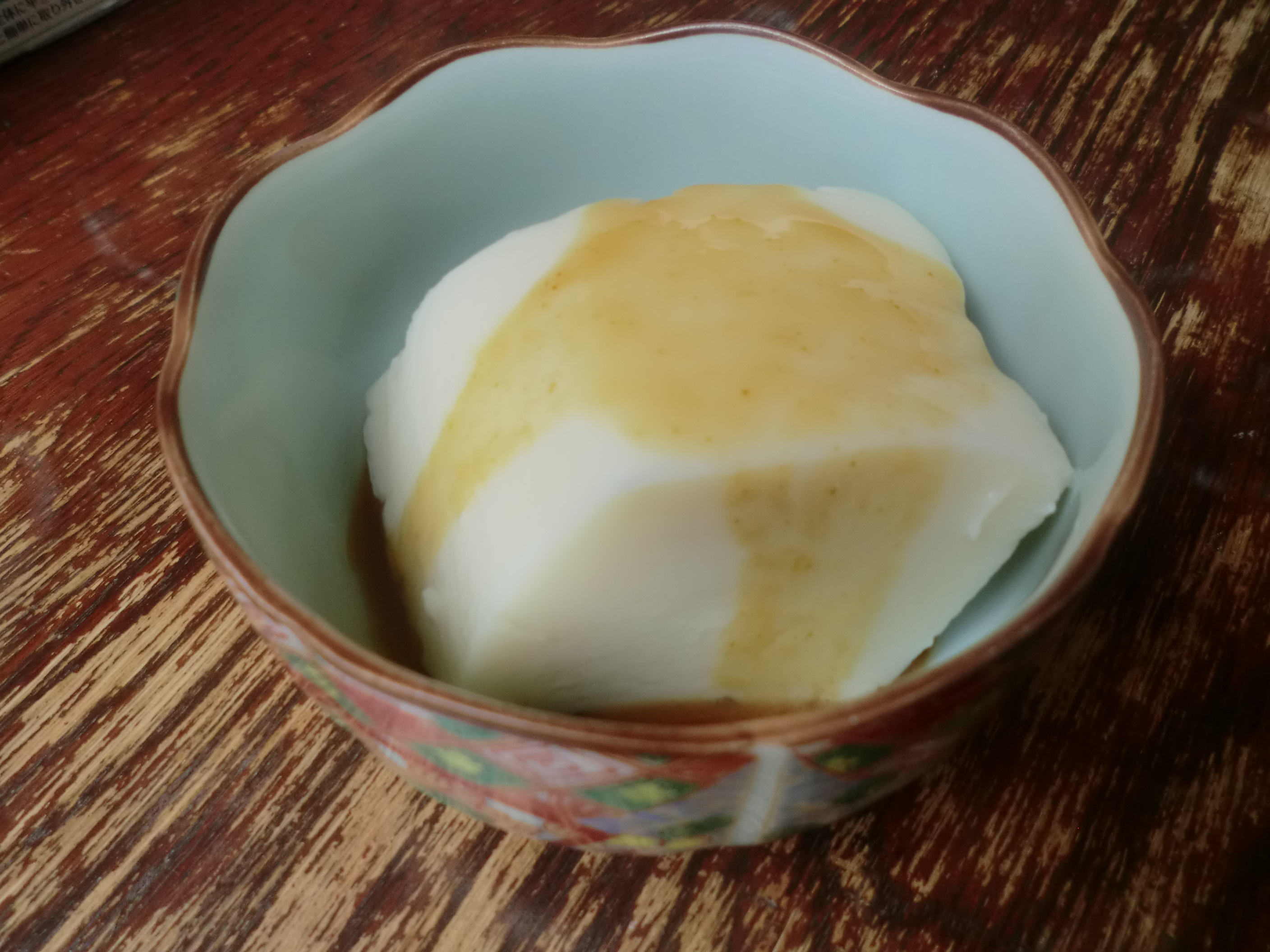
ごどうふ

一般的な豆腐は豆乳をにがりを使って固形物にするが、ごどうふでは豆乳にくずや澱粉を混ぜ、加熱し凝固させる 。豆乳のほかにきな粉を布に入れて水にもみ出した液体、カボチャやスイカの種子の粉末を水に溶かしたものを使う製法もある。食感はもちもち感があり、やわらかなプリンを思わせる。九州地方特有のあまくち醤油が良くあう。酢味噌やすりゴマと醤油を混ぜ砂糖で味を整えたごま醤油、わさび醤油もよく用いられるほか、近年ではてんぷらにして食したり、黒蜜をかけて食べられることもあるという。
長崎市の唐寺に伝わる精進料理「普茶料理」は隠元隆琦によって日本に伝えられた。これらの中に、ごどうふと同じく、くずや澱粉で固める胡麻豆腐があり、ごどうふはこの派生形とみられる。有田町には昭和の初め頃、大豆を買い付けに長崎を訪れた有田の商売人が、中国人からくずを使った豆腐の作り方を教わったのが始まりという言い伝えがある。